# Funa
Funa là một chi ốc biển, là động vật thân mềm chân bụng sống ở biển trong họ Turridae.

## Các loài
Các loài thuộc chi Funa bao gồm:
- Funa asra Kilburn, 1988[2]
- Funa cretea Li B.Q., Kilburn & Li X.Z., 2010
- Funa fourlinniei Bozzetti, 2007[3]
- Funa fraterculus Kilburn, 1988[4]
- Funa hadra Sysoev & Bouchet, 2001[5]
- Funa laterculoides (Barnard, 1958)
- Funa latisinuata (Smith E. A., 1877)[6]
- Funa spectrum (Reeve, 1845)[7]
- Funa tayloriana (Reeve, 1846)[8]
- Funa theoreta (Melvill, 1899)